# Pellegrinaggio a Citera
Pellegrinaggio a Citera è un'opera del 1717 di Antoine Watteau, saggio di ammissione per l'ingresso all'Accademia reale di Pittura; oggi è custodita al Louvre di Parigi. 
Nel 1718 l'autore preparò una nuova versione del quadro con evidenti differenze, cui donò il titolo di Imbarco per Citera: questa divenne proprietà di Federico II di Prussia, mentre oggi è custodita al Castello di Charlottenburg di Berlino.

## Storia
Watteau dipinse una prima versione di quest'opera tra il 1709 ed il 1710, un dipinto sensibilmente differente nell'interpretazione del tema ma comunque avvicinabile a quello del Louvre per la composizione e più particolari. 
Nel 1714 il pittore fu accettato come membro dell'Accademia reale di Pittura, nella quale si poteva entrare a far parte dopo la presentazione di un'opera di ammissione; il tema del dipinto da presentarsi era libero, ma nonostante ciò Watteau fu ammonito affinché seguisse materie più comuni. Watteau attardò la consegna del lavoro, essendo impegnato in numerose opere commissionategli in seguito alla fama acquisita; completò l'opera solo nell'agosto del 1717, dopo averci lavorato otto mesi.
L'Accademia fu costretta a inventare una nuova classificazione per l'opera, la quale non rientrava evidentemente nei canoni comuni; il nuovo genere fu chiamato Fête galante, rappresentazione miticheggiante dell'aristocrazia francese impegnata in sfrenati svaghi e delizie. Seguaci di questo percorso artistico furono tra gli altri Jean-Baptiste Pater e Nicolas Lancret.
Dopo la morte di Watteau le mode artistiche cambiarono, la rivoluzione francese allontanò il mondo dell'aristocrazia dalla benevolenza degli artisti e molti ritennero l'opera troppo legata ai vecchi cliché della monarchia. Il dipinto, più precisamente la prima versione del 1717, entrò a far parte della collezione del Louvre nel 1795, utilizzato come oggetto di studio per i giovani artisti delle accademie; molti di questi dimostrarono di non apprezzarlo particolarmente, tanto che il dipinto fu più volte bersagliato con sdegno da briciole di pane. L'opera, considerata oltraggiosa per la sua esposizione tanto leggera dei privilegi aristocratici, fu quindi messa al sicuro dai responsabili del Louvre, i quali la tennero nei magazzini sino al 1816.
La seconda versione del dipinto fu creata solo un anno dopo la versione del Louvre, su richiesta di Jean de Julienne, amico di Watteau. Entrò a far parte della collezione d'arte di Federico II e fu poi destinata al Castello di Charlottenburg.

## Descrizione e stile

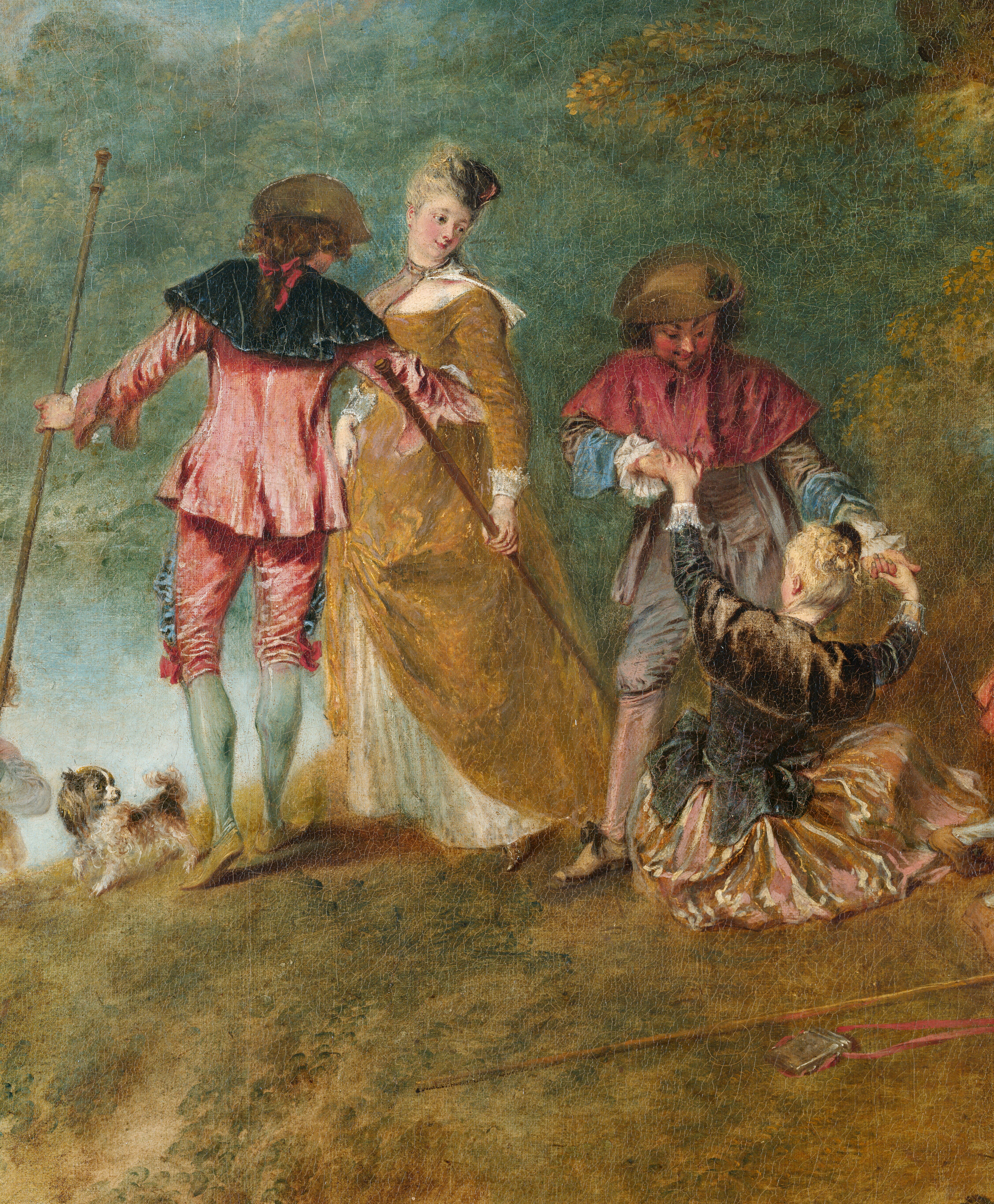
Dettaglio, due coppie sulla cima della collinetta.

Il tema di entrambe le tele è il viaggio verso Citera, l'isola natale della dea Afrodite; questa era, come la Venere romana, la divinità della bellezza e della sensualità. I critici non sono certi se il viaggio rappresentato nei due quadri sia quello verso l'isola di Citera o quello di ritorno, nonostante il titolo faccia propendere decisamente per la prima ipotesi; al di là di questa precisazione, il significato simbolico rimane solo in parte comprensibile. I personaggi sono forse in viaggio verso un mondo d'amore sconosciuto a chi non conosce tale sentimento, forse invece seguono, da destra verso sinistra, un percorso che si muove anche nel tempo; si passa infatti dall'incontro all'innamoramento, dal contatto al rapporto amoroso, fino a quel simbolico "imbarcarsi".

La composizione del paesaggio è comune nelle due versioni del dipinto: sulla destra del dipinto si erge una collinetta erbosa, su cui sono posti dei personaggi che variano solo in parte tra le due tele.

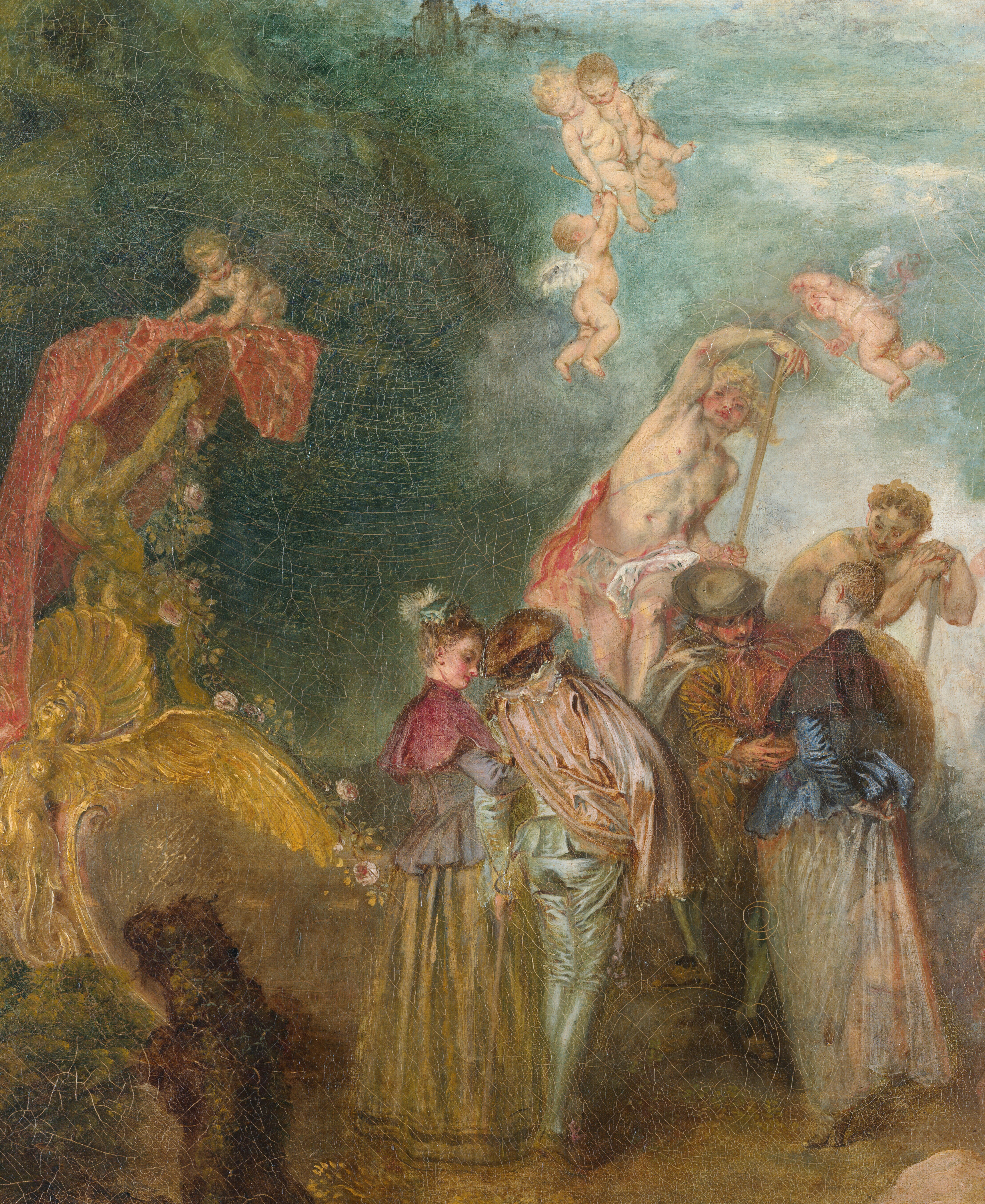
Dettaglio, l'imbarcazione cui si avvicinano le coppie.

 Questi sono coperti dalle fronde di un grosso albero, il quale si mescola con una fitta vegetazione nella parte all'estrema destra del dipinto. Poco sotto si trova una statua di Venere: nella versione del 1717 si tratta di un semplice busto sul quale crescono delle rose, simbolo della dea, mentre nella versione successiva la divinità è posta a figura intera, e ai suoi piedi si trova un amorino.
Molti di questi cupidi, la forma mitologica di Eros, sono sparsi nel dipinto ad accompagnare il viaggio dei personaggi; nella prima tela si trovano solamente sopra l'imbarcazione alla sinistra del dipinto, nella seconda versione si muovono per tutta la composizione interagendo con i personaggi. Oltre la collina si apre un paesaggio sullo stile arcadico, caratterizzato con maggiori particolari nella prima versione. Proseguendo il percorso dei personaggi, dove le figure si fanno più numerose, si scorge uno specchio d'acqua (anche questo più visibile nella versione del 1717) nel quale si trova una particolare imbarcazione.
Si tratta di una sorta di gondola dorata, sormontata da un velo rosso trattenuto da un angioletto; nella seconda versione del dipinto acquista anche un enorme albero maestro, circondato da un volo di cupidi ripreso dalla versione del Louvre.

## Galleria d'immagini

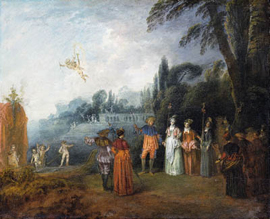
Una versione preliminare del dipinto, custodita allo Städelsches Kunstinstitut di Francoforte.
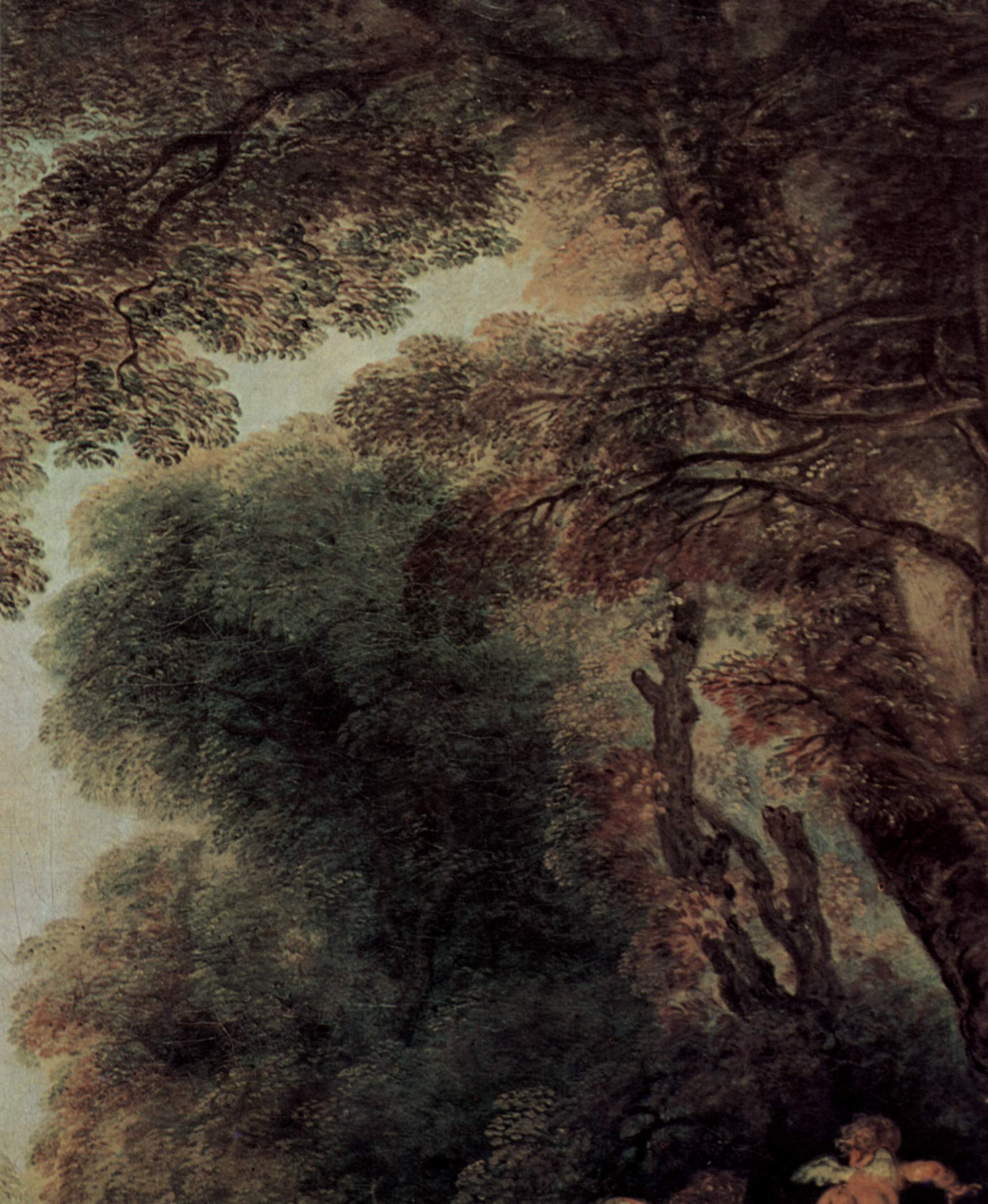
Dettaglio, la fitta vegetazione alla destra del dipinto.
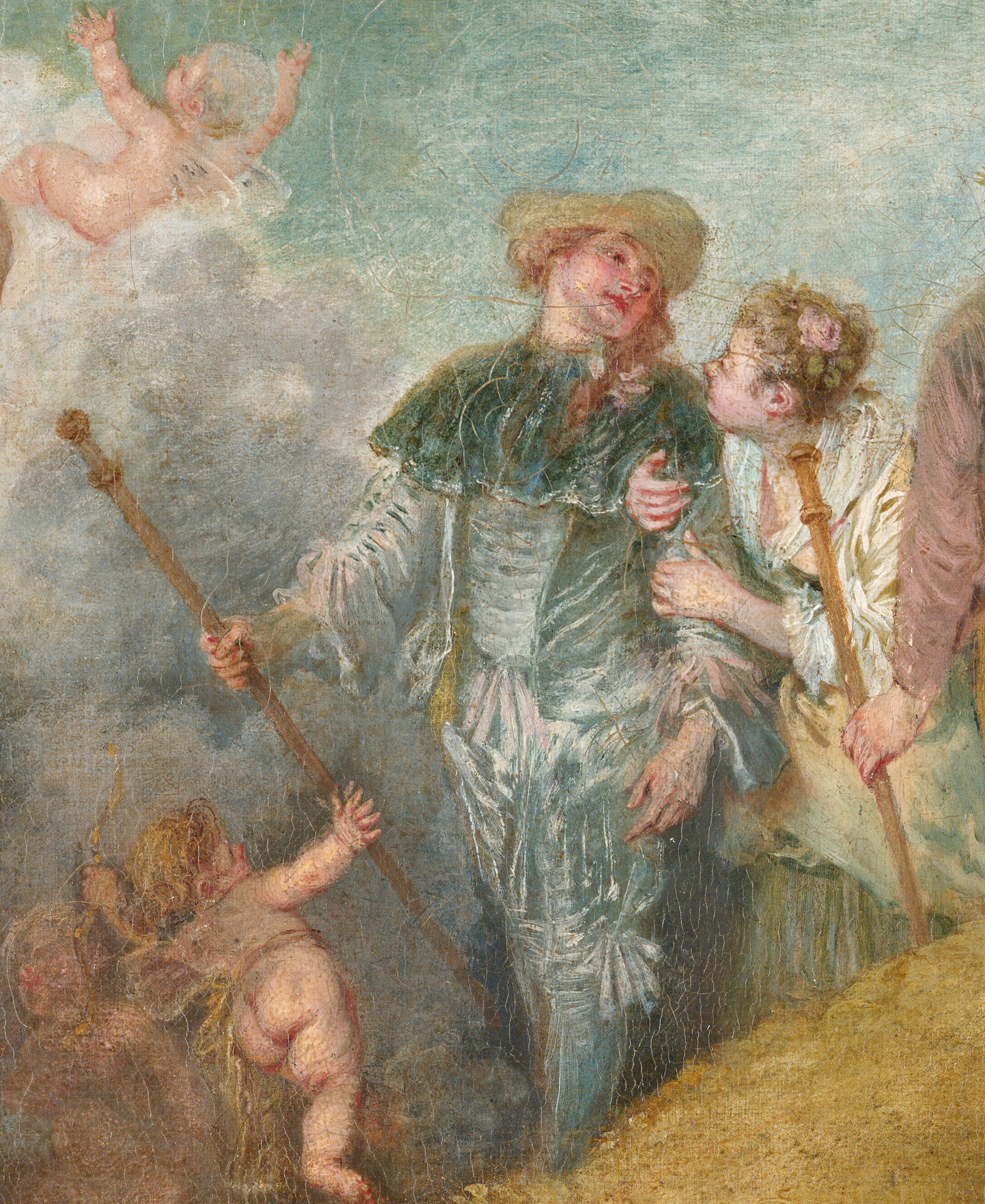
Dettaglio, una coppia di innamorati dalla prima versione dell'opera.